# Superorganism (álbum de Mickey Hart Band)
Superorganism é um álbum da Mickey Hart Band, um grupo musical liderado pelo ex-baterista da Grateful Dead, Mickey Hart. Foi lançado pela 360° Productions em 13 de agosto de 2013.
No Superorganism, músicos cantando e tocando instrumentos como guitarra, baixo, teclados e várias baterias combinavam sua música com sons criados usando as próprias ondas cerebrais de Hart. Os sons das ondas cerebrais foram criados usando computadores para alterar os impulsos elétricos de uma tampa de EEG para frequências audíveis.
As letras de quatro músicas foram escritas por Robert Hunter, que escreveu as letras de muitas músicas da Grateful Dead.

Nas notas do álbum, Hart escreveu: "Um superorganismo é um organismo complexo composto por muitos organismos menores. [...] Uma banda é um superorganismo, assim como o universo. Nos últimos anos, venho criando música a partir dos sons fonte do cosmos e agora do corpo. Esses sons são barulhentos — ásperos, estranhos — e é somente depois de dançar com sua essência cara a cara que a música pode ser criada".